# Union nationale odriiste
L'Unión Nacional Odriísta est un parti politique péruvien fondé en 1961 par l'ancien président Manuel A. Odría qui s'est présenté à l'élection présidentielle de 1962. Julio de la Piedra fut l'un de ses principaux dirigeants.
Il est historiquement connu pour avoir été allié avec le Parti Apriste Péruvien (Alliance populaire révolutionnaire américaine) dans les années 1960 :
1. lors des élections générales de 1962, ce qui provoqua un coup d'État de l'Armée,
2. pour s'opposer politiquement au gouvernement président Belaúnde au cours du mandat de ce dernier (1963-1968).